# Eucheilota bakeri
Eucheilota bakeri is een hydroïdpoliep uit de familie Lovenellidae. De poliep komt uit het geslacht Eucheilota. Eucheilota bakeri werd in 1909 voor het eerst wetenschappelijk beschreven door Torrey. 